# Jean Talbot
Pour les articles homonymes, voir Talbot (homonymie).
Jean Talbot est un chimiste français, né le 19 janvier 1921 à Tourville-en-Auge et mort le 21 juin 1996 à Paris.

## Biographie
Jean Talbot soutint en 1955 sa thèse de doctorat ès sciences sur le fer pur et ses propriétés, thèse qu'il prépara auprès du professeur Georges Chaudron, au laboratoire de Vitry du CNRS. 
Puis, pendant plus de 30 ans, il enseigna la métallurgie, la corrosion et le génie chimique à la fois à l'École nationale supérieure de chimie de Paris,, qu'il dirigea quelques années, et à l'Université Pierre-et-Marie-Curie (Paris VI). 
Il est aussi co-auteur de plusieurs ouvrages scientifiques, dont un livre de métallurgie générale. 
Parallèlement, Jean Talbot développa une vive activité pour la promotion du sport. Lui-même footballeur dans différents clubs de division d'honneur, il devint, 17 ans durant, président général du Paris université club (PUC). 
Il lui revient aussi d'avoir créé la Fédération nationale du sport universitaire (FNSU), qu'il présida pendant 10 ans.
Le centre sportif de Sorbonne Université s'appelle le Centre sportif Jean Talbot.

## Publications
- Sur la préparation de monocristaux de fer de haute pureté et sur certaines propriétés de ce métal, Université de Paris, Paris, Centre de documentation sidérurgique, 1956.
- Métallurgie générale, avec Jacques Bénard, A. Michel et J. Philibert, préface de Georges Chaudron, Paris, Masson, 1969.
- Phosphating of metals : constitution, physical chemistry and technical applications of phosphating solutions, par Guy Lorin, préface par Jean Talbot, Hampton Hill, Finishing publications, 1974.
- Problèmes résolus de génie chimique, par Guy Laurence, préface de Jean Talbot, Paris, Eyrolles, 1975.
- Métallurgie générale, avec Jacques Bénard, A. Michel et J. Philibert, préface de Georges Chaudron, 2ème édition entièrement refondue, Paris, Masson, 1984.
- Chimie 2 : DEUG scientifiques, écoles de chimie, avec Claude Duboc-Chabanon, Jean Lemerle et Yves LeRoux, Paris, Armand Colin, 1987.
- Chimie 1 : DEUG scientifiques, écoles de chimie, avec Claude Duboc-Chabanon, Jean Lemerle et Yves LeRoux, Paris, Armand Colin, 1987.
- Chimie : DEUG scientifiques, écoles de chimie, avec Claude Duboc-Chabanon, Jean Lemerle et Yves LeRoux, Paris, Armand Colin, 1987.
- Les éléments chimiques et les hommes : faits, traits et portraits des acteurs de la découverte des corps simples de la chimie, Paris, SIRPE, 1995.
- Les éléments chimiques et les hommes, Les Ulis, EDP Sciences, 2007.